# Márton Dárdai
Márton Dárdai (* 12. Februar 2002 in Berlin) ist ein ungarisch-deutscher Fußballspieler. Er spielt seit seiner Kindheit bei Hertha BSC und ist ungarischer Nationalspieler.

## Familie
Márton Dárdai wurde als zweiter Sohn des ehemaligen ungarischen Fußball-Nationalspielers Pál Dárdai und der ehemaligen ungarischen Handball-Nationalspielerin Mónika Dárdai, geborene Szemmelróth, in Berlin geboren, als sein Vater als Spieler bei Hertha BSC aktiv war. Er wuchs mit seinen Brüdern Palkó (* 1999) und Bence (* 2006) im Berliner Ortsteil Westend im Bezirk Charlottenburg-Wilmersdorf auf. Sein Großvater Pál Dárdai war ebenfalls Fußballspieler.

## Karriere

### Im Verein
Nach einigen Jahren in der Jugend des 1. FC Wilmersdorf wechselte Dárdai in den Nachwuchs von Hertha BSC. Dort durchlief er sämtliche Jugendteams. In den Spielzeiten 2017/18 und 2018/19 war er mit den B1-Junioren (U17) in der B-Junioren-Bundesliga aktiv. Zur Saison 2019/20 rückte Dárdai zu den A-Junioren (U19), mit denen er in der A-Junioren-Bundesliga spielte. Im Frühjahr 2020 kam er parallel in der zweiten Mannschaft in der viertklassigen Regionalliga Nordost zum Einsatz, ehe die Spielzeit im März 2020 aufgrund der COVID-19-Pandemie nicht mehr fortgeführt werden konnte. Während die Ligen im Junioren- und Amateurbereich nicht mehr den Spielbetrieb aufnahmen, startete die Bundesliga Mitte Mai 2020 mit dem 26. Spieltag. Der 18-Jährige gehörte fortan unter Bruno Labbadia dem Profikader an, zählte bei sechs Bundesligaspielen zum Spieltagskader, kam aber nicht zum Einsatz. Insgesamt spielte Dárdai in dieser Saison neunmal für die U19-Mannschaft und dreimal für die zweite Mannschaft.
Zur Saison 2020/21 rückte Dárdai, der noch ein Jahr in der U19 spielen könnte, in den Profikader auf und kam am 7. November 2020 (7. Spieltag) beim 3:0-Sieg im Auswärtsspiel gegen den FC Augsburg zu seinem Bundesligadebüt. In seinem 32. Bundesligaeinsatz am 12. Februar 2023 (20. Spieltag), an seinem 21. Geburtstag, gelang ihm beim 4:1-Sieg im Heimspiel gegen Borussia Mönchengladbach mit dem Treffer zum 2:1 in der 52. Minute sein erstes Bundesligator. Seine Vertragslaufzeit in Berlin ist auf den 30. Juni 2025 datiert.

### In der Nationalmannschaft
Dárdai hält neben der ungarischen auch die deutsche Staatsangehörigkeit. Von 2018 bis 2023 spielte er für Juniorennationalmannschaften des DFB. Mit der U17 nahm er an der U17-Europameisterschaft 2019 und mit der U21 an der U21-Europameisterschaft 2023 teil.
Im Januar 2024 gab Dárdai bekannt, künftig für den ungarischen Fußballverband spielen zu wollen. Anschließend wurde er von Marco Rossi für die Länderspiele im März 2024 erstmals in die ungarische Nationalmannschaft berufen. Dárdai debütierte am 22. März 2024, als er bei einem 1:0-Testspielsieg gegen die Türkei im Laufe der 2. Halbzeit eingewechselt wurde. Nach einem weiteren Einsatz wurde er in den Kader für die Europameisterschaft 2024 berufen.